# FK Šumadija 1903
Fudbalski Klub Šumadija 1903 Kragujevac (serb.: Фудбалски Клуб Шумадија 1903 Крагуевац) – serbski klub piłkarski z siedzibą w Kragujevacu (w okręgu szumadijskim). Został utworzony w 1903 roku. Obecnie występuje w Zonskiej lidze (4. poziom serbskich rozgrywek piłkarskich), w grupie Šumadijsko-raška. Od 2010 roku klub występuje w rozgrywkach jako FK Šumadija 1903. 

## Historia
- 14.09.1903 - został założony jako FK Šumadija Kragujevac.
- 2009 - połączył się z FK Radnički Kragujevac tworząc FK Šumadija Radnički 1923 Kragujevac.
- 2010 - zmienił nazwę na FK Šumadija 1903 Kragujevac.

Klub powstał 14 września 1903 roku jako FK Šumadija w Kragujevacu. Jest drugim najstarszym po SK Soko klubem w Serbii. Niektóre źródła podają, że najstarszym klubem w obecnej Serbii jest Bačka Subotica (założony 3 sierpnia 1901), jednak należy zauważyć, że Subotica w tamtym czasie był częścią Austro-Węgier, a klub został organizowany przez Chorwatów. Od 1904 grał mecze towarzyskie z SK Soko Belgrad, a potem z innymi serbskimi klubami. W 1912 startował w pierwszym turnieju piłkarskim w Królestwie Serbii. 11 maja 1914 przegrał 1:3 z SK Velika Srbija w finale Serbskiego Pucharu Olimpijskiego.
1 grudnia 1918 proklamowano powstanie zjednoczonego Królestwo Serbów, Chorwatów i Słoweńców (SHS). Od sezonu 1919/20 uczestniczył w rozgrywkach regionalnych mistrzostw Serbii. Od roku 1930 aż do początku II wojny światowej klub występował w rozgrywkach w Šumadijske župe i Kragujevackiego Okrężnego Związku Piłki Nożnej. Najpierw rozgrywane mistrzostwa Kragujevackiego Okrężnego Związku Piłki Nożnej (drugi poziom ligowy), a potem zwycięzcy okręgów walczyli o mistrzostwo Jugosławii. W 1932, 1933 i 1937 zwyciężył w grupie Kragujevac.
Po zakończeniu II wojny światowej zostały wznowione mistrzostwa Jugosławii. Władze komunistyczne bardziej promowały inny miejski klub FK Radnički, który propagował idee komunistyczne, a Šumadija była za monarchią. W 1954 roku Šumadija połączyła się z Mladi Radnik i została przekształcona w Stowarzyszenie Sportowe, tworząc w ich imieniu więcej klubów sportowych. Przez ten czas klub rywalizował w niższych ligach piłkarskich Jugosławii i wygrał kilka turniejów. 

## Stadion
Klub rozgrywa swoje mecze domowe na stadionie Stadion Bubanj w Kragujevacu, który może pomieścić 1.000 widzów.

## Sezony
| Sezon                          | Liga                                                 | Poziom | Miejsce |
| Federalna Republika Jugosławii |                                                      |        |         |
| 1999/00                        | Druga liga SR Јugoslavije – Grupa Zapad (Zachód)     | II     | 12      |
| 2000/01                        | Druga liga SR Јugoslavije – Grupa Zapad (Zachód)     | II     | 9       |
| 2001/02                        | Druga liga SR Јugoslavije – Grupa Zapad (Zachód)     | II     | 4       |
| 2002/03                        | Druga liga SR Јugoslavije – Grupa Zapad (Zachód)     | II     | 3       |
| Serbia i Czarnogóra            |                                                      |        |         |
| 2003/04                        | Druga liga Srbije i Crne Gore – Grupa Zapad (Zachód) | II     | 7       |
| 2004/05                        | Srpska liga (Grupa Zapad)                            | III    | 13      |
| 2005/06                        | Srpska liga (Grupa Zapad)                            | III    | 16      |
| Serbia                         |                                                      |        |         |
| 2006/07                        | Zonska liga (Šumadijska zona)                        | IV     | 1       |
| 2007/08                        | Srpska liga (Grupa Zapad)                            | III    | 16      |
| 2008/09                        | Zonska liga (Grupa Morava)                           | IV     | 1       |
| 2009/10                        | Srpska liga (Grupa Zapad)                            | III    | 1 *     |
| 2010/11                        | Zonska liga (Grupa Morava)                           | IV     | 7       |
| 2011/12                        | Zonska liga (Grupa Morava)                           | IV     | 8       |
| 2012/13                        | Zonska liga (Grupa Morava)                           | IV     | 3       |
| 2013/14                        | Zonska liga (Grupa Morava)                           | IV     | 1       |
| 2014/15                        | Srpska liga (Grupa Zapad)                            | III    | 6       |
| 2015/16                        | Srpska liga (Grupa Zapad)                            | III    | 5       |
| 2016/17                        | Srpska liga (Grupa Zapad)                            | III    | 6       |
| 2017/18                        | Srpska liga (Grupa Zapad)                            | III    | 17      |
| 2018/19                        | Zonska liga (Grupa Šumadijsko-raška)                 | IV     | 4       |
| 2019/20                        | Zonska liga (Grupa Šumadijsko-raška)                 | IV     | 2 **    |
| 2020/21                        | Zonska liga (Grupa Šumadijsko-raška)                 | IV     | ?       |

 * W sezonie 2009/10 klub po fuzji z FK Radnički Kragujevac występował w rozgrywkach Srpskiej ligi Zapad jako FK Šumadija Radnički 1923 Kragujevac.
 ** Z powodu sytuacji epidemicznej związanej z koronawirusem COVID-19 rozgrywki sezonu 2019/2020 zostały zakończone po rozegraniu 16 kolejek.

## Sukcesy
- 3. miejsce Drugiej ligi SR Јugoslavije – Grupa Zapad (1x): 2003.
- mistrzostwo Srpskiej ligi – Grupa Morava (III liga) (1x): 1999 (awans do Drugiej ligi SR Јugoslavije).
- mistrzostwo Srpskiej ligi – Grupa Zapad (III liga) (1x): 2010 (awans do Prvej ligi Srbije).
- mistrzostwo Zonskiej ligi – Grupa Šumadijska (IV liga) (1x): 2007 (awans do Srpskiej ligi).
- mistrzostwo Zonskiej ligi – Grupa Morava (IV liga) (2x): 2009 i 2014 (awanse do Srpskiej ligi).
- wicemistrzostwo Zonskiej ligi – Grupa Šumadijsko-raška (IV liga) (1x): 2020.